# Zeeaardkruiper
De zeeaardkruiper (Geophilus pusillifrater) is een duizendpotensoort uit de familie van de Geophilidae. De wetenschappelijke naam van de soort werd in 1898 gepubliceerd door Verhoeff.

## Beschrijving
De zeeaardkruiper is een zeer kleine, weinig opvallende bleke soort (tot 13 mm lichaamslengte) met slechts 41 tot 43 pootparen. De kleur van het lichaam is bleekgeel, de kop is wat donkerder.

## Verspreiding en leefgebied
Het verspreidingsgebied is beperkt tot Europa. Door Verhoeff werd deze soort voor het eerst gevonden in Bosnië en Herzegovina en Kroatië. Verder zijn er sporadische waarnemingen bekend uit Zuid-Ierland, Zuid-Engeland en de Kanaaleilanden, en langs de Franse kust van het Kanaal. In geen van deze landen is de soort algemeen te noemen, ook niet lokaal.
In Nederland werd de zeeaardkruiper in 2022 voor het eerst gevonden aan de waddenkust op Wieringen in Noord-Holland.